# Spiritwood
Spiritwood är en ort i Kanada.   Den ligger i provinsen Saskatchewan, i den centrala delen av landet, 2 400 km väster om huvudstaden Ottawa. Spiritwood ligger 589 meter över havet och antalet invånare är 916. Den ligger vid sjön Witchekan Lake.
Terrängen runt Spiritwood är platt. Trakten runt Spiritwood är nära nog obefolkad, med mindre än två invånare per kvadratkilometer.. 
Trakten runt Spiritwood består till största delen av jordbruksmark.